# Thomas Geierspichler
Thomas Geierspichler (* 14. April 1976 in Salzburg) ist ein österreichischer Rennrollstuhlfahrer. Er wurde fünfmal Weltmeister, sechsmal Europameister und ist Paralympicssieger über 1500 Meter und im Marathon, wo er auch den Weltrekord hält. Je einmal war er Gesamtsieger der Worldseries, der Swisseries und der America Series.

## Leben
Am 4. April 1994 verunglückte Geierspichler auf dem Heimweg aus einer Diskothek als Beifahrer eines Freundes. Nach zwei Monaten im Rehabilitationszentrum erfuhr er, dass er von der Hüfte an abwärts gelähmt sein würde. Er bildete sich einen neuen Freundeskreis und bekam Drogen- und Alkoholprobleme. Im Jahre 1997 zu Silvester hörte er mit dem Rauchen, Trinken und der Einnahme von Drogen auf.

## Karriere
Anfang 1998 lernte Geierspichler einen Rennrollstuhlfahrer kennen und bekam die Möglichkeit, an einem Trainingscamp teilzunehmen. Angetrieben von seinem Motto „Alles ist möglich dem, der glaubt.“ kämpfte er sich binnen kürzester Zeit an die Weltspitze des Rennrollstuhlfahrens und holte bereits bei den Paralympischen Spielen in Sydney 2000 überraschend die Bronzemedaille. 2008 errang er in Weltrekordzeit die Goldmedaille im Marathon.
2021 hat sich Geierspichler zum 6. Mal für die Paralympics qualifiziert.

## Sportliche Erfolge
| Sommer-Paralympics 2000 in Sydney - 3. Platz im Marathon Sommer-Paralympics 2004 in Athen - 1. Platz über 1500 m - 2. Platz im Marathon - 2. Platz über 5000 m - 2. Platz über 800 m - 3. Platz über 400 m Sommer-Paralympics 2008 in Peking - 1. Platz im Marathon (Weltrekord) - 3. Platz über 800 m Sommer-Paralympics 2012 in London - 3. Platz über 400 m | 2002 Lille - 1. Platz im Marathon - 1. Platz über 5000 m - 1. Platz über 1500 m - 1. Platz über 800 m 2006 Assen - 2. Platz im Marathon - 2. Platz über 5000 m - 2. Platz über 1500 m - 2. Platz über 800 m - 2. Platz über 400 m 2007 Taipeh - 2. Platz über 400 m 2008 Lissabon - 2. Platz im Halbmarathon 2010 Dubai - 1. Platz über 10.000 m | 2001 Lissabon und Nottwil - 1. Platz im Halbmarathon - 1. Platz über 10.000 m - 2. Platz im Marathon - 2. Platz über 800 m - 2. Platz über 1500 m - 2. Platz über 5000 m 2003 Assen - 1. Platz im Marathon - 1. Platz über 800 m - 1. Platz über 400 m 2005 Espoo und Helsinki - 1. Platz über 400 m 2014 Swansea - 1. Platz über 1500 m - 1. Platz über 400 m 2021 Bydgoszcz - 1. Platz über 400 m - 1. Platz über 1500 m |

## Auszeichnungen
- 2002: Österreichs Behindertensportler des Jahres[4]
- 2001: Goldenes Verdienstzeichen um die Republik Österreich[5]
- 2004: Österreichs Behindertensportler des Jahres[6]
- 2004: Goldenes Ehrenzeichen für Verdienste um die Republik Österreich[5]
- 2004: Goldenes Verdienstzeichen des Landes Salzburg
- 2008: Österreichs Behindertensportler des Jahres[4]
- 2018: Österreichs Behindertensportler des Jahres[4]